# Келлгрен, Джонас
Джонас Хенрик «Йонки» Келлгрен (англ. Jonas Henrik 'Yonky' Kellgren; 11 сентября 1911, Хиндхэд, Суррей, Англия, Великобритания — 22 февраля 2002, Алверстон, Камбрия, Англия, Великобритания) — британский ревматолог. Первый британский профессор ревматологии в Манчестерском университете с 1953 по 1976 годы. Лауреат премии Гайрднера 1961 года.

## Биография

### Детство
Келлгрен родился 11 сентября 1911 года в графстве Суррей в семье отца Йонаса Хенрика «Гарри» и матери Веры. Его мать была русской беженкой, а отец происходил из семьи шведских врачей. Келлгрен вырос в Лондоне, где его отец и дядя совместно руководили практикой на Итон-сквер, но она оказалась неудачной, и отец Келлгрена скончался от гриппа в 1919 году. Келлгрен получил финансовую помощь от «благодарного пациента» на своё образование в школе Бедейлс и Медицинской школе Калифорнийского университета. Он также учился в Скандинавии на стипендию и в университете Святого Георгия Лондонского университета вместе со своим братом Эрнстом.

### Карьера
После окончания университета Келлгрен работал исследователем в больнице Университетского колледжа под руководством Томаса Льюиса. Его работа была направлена на изучение рефлекторной боли.
Как раз когда Келлгрен получил стипендию Белта, началась Вторая мировая война. Во время войны он работал хирургом в больнице Грейт Ормонд Стрит в детском отделении и в больнице Ливсден в отделении для выживших после Дюнкерка. Затем он поступил на службу в Королевский армейский медицинский корпус в звании майора и служил в союзных армиях в Италии и Северной Африке.
После войны в 1946 году Келлгрен возобновил свои исследования боли и эксперименты в больнице Уингфилд Моррис в Оксфорде, уделяя особое внимание повреждениям периферических нервов. В следующем году он стал врачом и директором Центра исследований хронического ревматизма в Манчестере и вошёл в состав Совета по артритам и ревматизму. Он работал с Джоном Лоуренсом, который проводил исследования ревматизма в горнодобывающей промышленности. В 1954 году они создали Мобильную группу полевых исследований.
Келлгрен разработал концепцию узелкового остеоартрита, характеризующегося появлением узлов на дистальных суставах пальцев и других частях тела, часто генетического и встречающегося у пожилых женщин. Он также изучал подагру и анкилозирующий спондилоартрит. Он обнаружил пользу физических упражнений в случае последнего, отличив его от других форм артрита.
В 1953 году Келлгрен был назначен профессором ревматологии в Манчестерском университете. Он был президентом Общества Хебердена, а также читал лекции в Королевском колледже врачей. Келлгрен создал программы обучения и центры последипломного образования в регионе и стране. Он стал деканом новой медицинской школы Манчестера и занимал эту должность с 1968 по 1973 год. Он также был вице-канцлером университета с 1969 по 1972 год. После выхода на пенсию в 1976 году Келлгрен получил звание заслуженного профессора и остался медицинским советником.
Член ряда организаций и комитетов, Келлгрен был назначен советником-экспертом Всемирной организации здравоохранения в 1961 году и вошёл в состав Совета региональной больницы Манчестера в 1965 году. В 1984 году он вошел в состав цветочного комитета.

## Личная жизнь
Келлгрен был женат на Рут Раштон с 1934 года до их развода в 1940 году. У них родилась дочь Джудит. Он женился на своей второй жене, Тельме Рейнольдс, американской медсестре из Эймсбери, штат Массачусетс, в 1942 году в Сент-Марилебоне. После выхода на пенсию они уехали в Камбрию. У них родились четыре дочери: Джоанна, Нина, Ингрид и Ли. Келлгрен является дедушкой ютуберши и телеведущей Джессики Келлгрен-Фозард.

## Награды и наследие
В 1961 году Келлгрену была присуждена Международная премия Канады имени Гайрднера.
Центр ревматологии имени Келлгрена в Манчестерской королевской лечебнице назван в его честь. Кроме того, в университете есть лаборатории имени Дж. Х. Келлгрена, построенные в 1996 году.
Рентгенологические критерии Келлгрена для определения степени тяжести артрита используются и по сей день.